# Georges Anthony
Georges Anthony   (valor desconegut, 26 de novembre de 1890 - valor desconegut, valor desconegut) fou un remer belga que va competir durant la dècada de 1920.
El 1928 va prendre part en els Jocs Olímpics d'Amsterdam, on disputà dues proves del programa de rem. En la de dos amb timoner, formant equip amb Léon Flament i François de Coninck guanyà la medalla de bronze, mentre en el vuit amb timoner quedà eliminat en sèries. En ambdues proves fou el timoner de l'embarcació.